# Liste der Monuments historiques in Leutenheim
Die Liste der Monuments historiques in Leutenheim führt die Monuments historiques in der französischen Gemeinde Leutenheim auf.

## Liste der Objekte
| Bezeichnung                | Beschreibung                   | Standort                           | Kennzeichnung | Schutzstatus | Datum | Bild |
| -------------------------- | ------------------------------ | ---------------------------------- | ------------- | ------------ | ----- | ---- |
| Orgel                      | 1877 von Stiehr-Mockers gebaut | in der Kirche St-Barthélemy (Lage) | PM67001047    | Classé       | 1992  |      |
| Instrumentalteil der Orgel | 1877 von Stiehr-Mockers gebaut | in der Kirche St-Barthélemy (Lage) | PM67000231    | Classé       | 1992  |      |